# Trimotor
O trimotor é uma aeronave impulsionada por três motores, a grande maioria com duas configurações diferentes, sendo a primeira configuração com dois motores fixados sob as asas e o terceiro motor fixado sobre o cone de cauda ou embutido no cone de cauda, e a segunda configuração com dois motores fixados nas partes laterais do cone de cauda e o terceiro motor fixado sobre o cone de cauda ou embutido no cone de cauda.
Os fabricantes de aeronaves trimotoras estão dispensados da exigência de certificação ETOPS para a posterior operação das aeronaves trimotoras sobre oceanos, desertos e florestas, mas a cada dia que passa os operadores de aeronaves (companhias aéreas e táxis aéreos) dão mais preferência a aeronaves bimotoras, principalmente em razão da redução de complexidade e redução de custos operacionais quando fazem a opção por aeronaves bimotoras.
Entre as poucas exceções a isso está o sofisticado jato executivo Falcon 7X, aeronave oferecida pelo fabricante francês Dassault e que, segundo o fabricante, vende bem.
No caso de aeronave com motores turbofan ou motores a jato, pode-se chamá-la também de trirreator ou trijato.

## Exemplos de trimotores
- Boeing 727; avião civil comercial a jato
- Dassault Falcon 7X; jato particular de longo alcance
- Dassault Falcon 900; avião civil comercial a jato
- Junkers Ju 52; avião a pistão, transporte civil, transporte militar e bombardeiro médio
- Lockheed L1011 Tristar; avião civil a jato
- McDonnell Douglas DC-10; avião civil comercial a jato
- McDonnell Douglas MD-11; avião civil comercial a jato
- Savoia-Marchetti SM.79; avião a pistão, bombardeiro médio
- Savoia-Marchetti SM.81; avião a pistão, bombardeiro médio

## Galeria

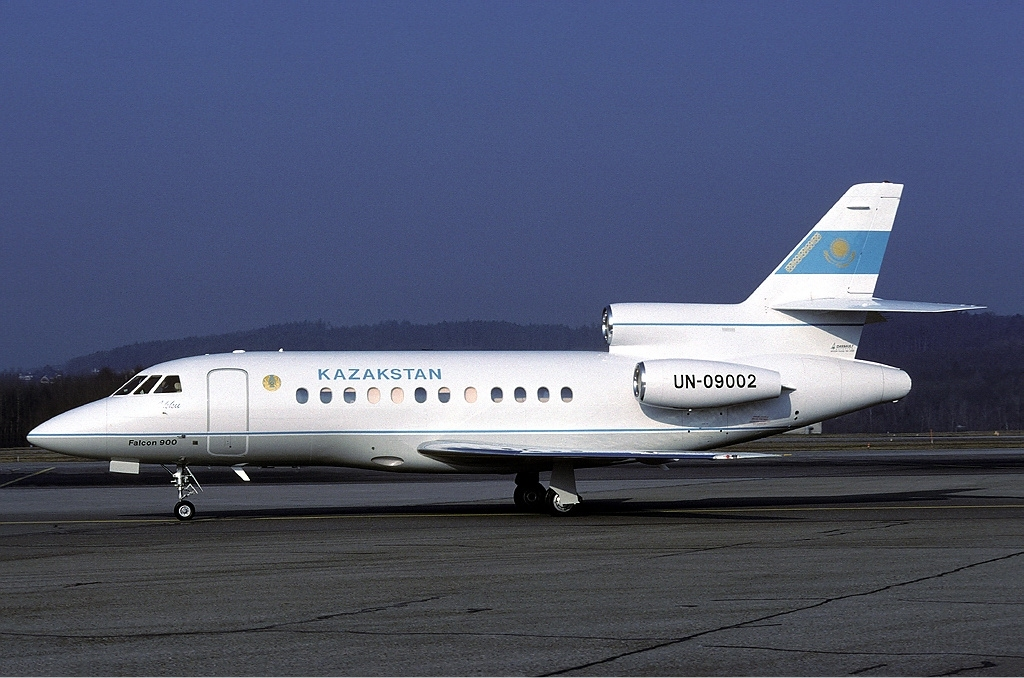
Falcon 900
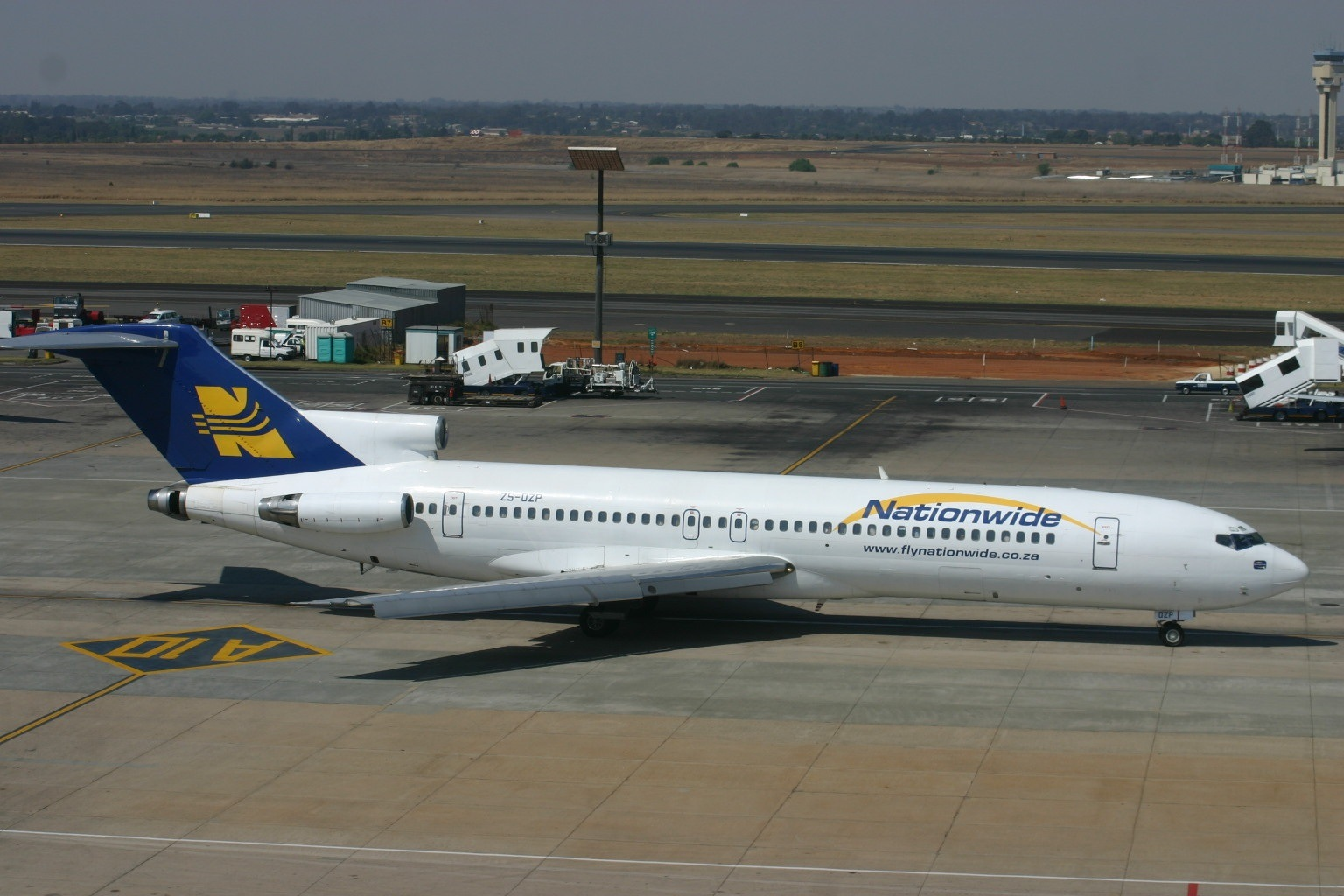
Boeing 727
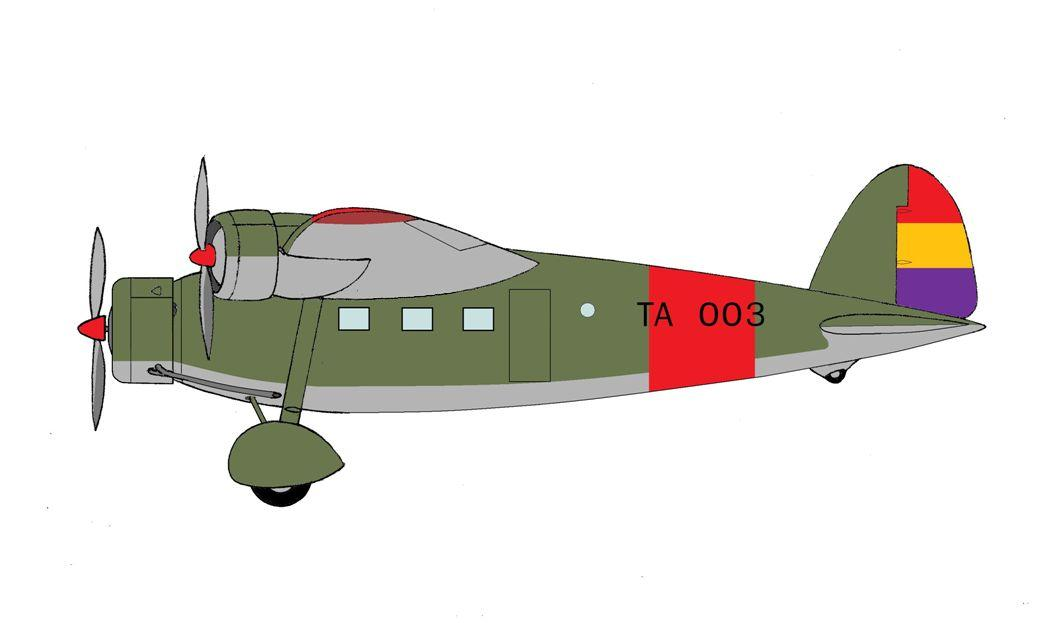
Avia 51
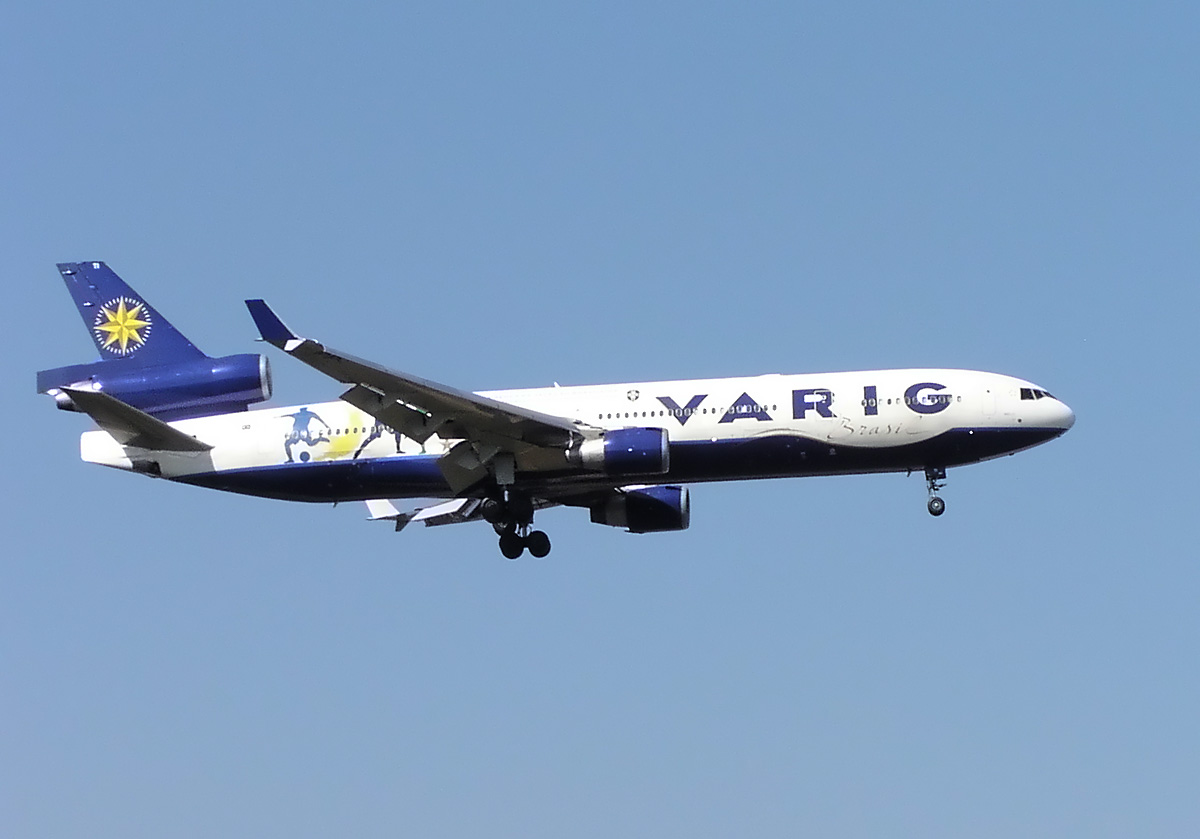
McDonell Douglas MD-11
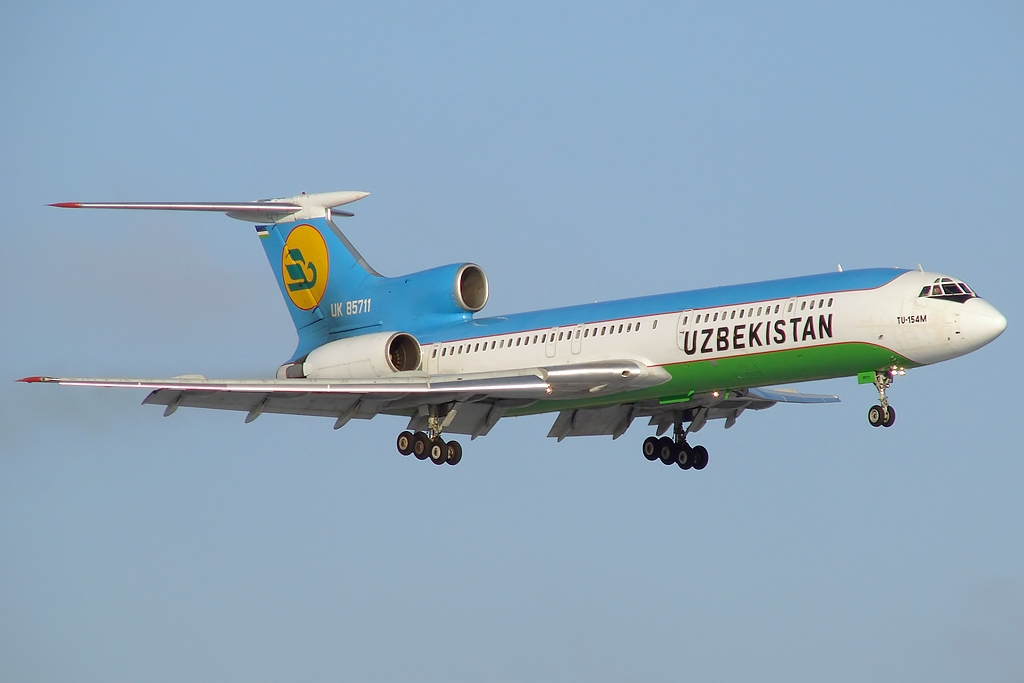
Tupolev Tu-154